# Mellisuga
Genre
Mellisuga est un genre de colibris (famille des Trochilidae) qui regroupe deux espèces.

## Liste des espèces
- Mellisuga minima – Colibri nain
- Mellisuga helenae – Colibri d'Elena